# Philipp Krailing
Philipp Krailing (in amtlichen Dokumenten Philipp Krailing II.) (* 16. August 1827 in Heuchelheim; † 3. März 1884 ebenda) war ein hessischer Ökonom und Politiker (Fortschritt) und Abgeordneter der 2. Kammer der Landstände des Großherzogtums Hessen.
Philipp Krailing war der Sohn des Ackersmanns und Gastwirtes Philipp Krailing (I.) und dessen Ehefrau Anna Maria, geborene Rinn. Krailing, der evangelischen Glaubens war, war Ökonom und Gastwirt in Heuchelheim und heiratete dort am 11. März 1849 Anna Margaretha geborene Freitag.
Von 1862 bis 1866 gehörte er der Zweiten Kammer der Landstände an. Er wurde für den Wahlbezirk Oberhessen 3/Wieseck gewählt.